# Solpuguna cervina
Espèce
Synonymes
- Solpuga cervina Purcell, 1899

Solpuguna cervina est une espèce de solifuges de la famille des Solpugidae.

## Distribution
Cette espèce se rencontre en Afrique du Sud et en Namibie.

## Description
Le mâle mesure 22,5 mm et la femelle 30 mm.
Le mâle décrit par Roewer en 1933 mesure 18 mm et la femelle 23 mm.

## Publication originale
- Purcell, 1899 : New and little known South African Solifugae in the collection of the South African Museum. Annals of the South African Museum, vol. 1, p. 381-432 (texte intégral).